# 토야마 카즈하
토야마 카즈하(일본어: 遠山和葉, とおやま かずは)는 아오야마 고쇼의 만화 《명탐정 코난》에 등장하는 인물이다.

## 개요
핫토리 헤이지의 소꿉친구이면서 첫사랑이다. 아버지는 오사카부경 형사부장인 토야마 긴시로이며 어머니는 작품에 한 번도 나오지 않아서 알 수 없다.
오사카부에 거주하며 헤이지와 같은 가이호(改方)학원 고등부 2년이다. 합기도 유단자이다. 기본적인 머리 모양은 포니테일이지만, 극장판 7기 미궁의 십자로에서는 어릴 때 카즈하가 머리를 양쪽으로 묶은 장면이 등장한다.
오사카 방언을 헤이지보다 더 많이 사용한다.

## 인물
상냥하고 밝은 성격이다. 귀여운 용모와는 다르게 강한 면도 있다.핫토리랑 감금되었을 때 핫토리가 “떨리는 너에게 이 말을 하고 싶어” 란 핫토리의 고백에 카즈하는 기대하고, 핫토리가 카즈하를 남기고 범인에게 끌려갈 때 “만약 살아나면… 방금 했던 말 해줄래?”라고 카즈하가 대답했다. 하지만, 핫토리는 카즈하를 부하 취급한다. 핫토리 헤이지가 검도 시합을 하면 헤이지가 소속한 부원들 이상으로 의욕에 넘치는 기질도 보인다. 또, 풍림화산 사랑의 공략법을 알았을 때 헤이지에게 다가가서 사랑을 고백하려 했지만 결국 스스로 그만두었다.
독과 환상의 디자인(653~655)편에서 고백을 시도 하였지만 핫토리가 코난에게 가버리는 바람에 대답은 듣지 못했다.
또한 극장판21기 진홍의 연가에서 헤이지가 고백을
했으나 위급상황에서 갑자기 한 말이어서 답을
하지는 않았다.헤이지 자신도 그런말 한적없다고
이야기하기도 했다.
처음 카즈하가 등장했을 때 란에게 적대적인 눈으로 노려보았지만 이내 핫토리에게 사정을 알고는 사이 좋게 말하고 있다.
헤이지를 대하는 행동이 너무 따뜻해서 문제다. 헤이지가 벼랑으로부터 매달렸을 때 카즈하가 헤이지의 손에 상처를 내 헤이지만이라도 도와주려고 했다. 스스로 스키 상급자라고 속여 헤이지와 같이 있고 싶어 한 적도 있다.
범인의 유품을 눈치채거나 헤이지가 남긴 알기 어려운 메시지를 해독하는 걸 봐선 감각이 뛰어나다. 표주박을 곧바로 도요토미 히데요시의 우마지루시와 관련짓는 걸 봐선 역사를 잘 아는 모습도 엿볼 수 있다. 그러나 풍림화산은 잘 모른 것 봐선 일본 역사를 자신있게 아는 것 같진 않다.
도깨비나 번개 천둥을 싫어하는 건 란과 많이 닮았다. 정전되었을 때는 근처에 있던 남성의 팔에 무심코 달라붙는다. 어릴 적부터의 습관인지 곧바로 헤이지에 의지하는 버릇이 있는 것 같다. 그러나 위기의 상황에서는 합기도 실력을 발휘해 적을 엎어치는 모습도 보여준다.

## 극장판 관련 정보
- 《극장판 7기: 미궁의 십자로》에서는 교토의 한 절에서 기모노를 입고 화장을 하는 등 평소와 다른 모습으로 공을 튀기면서 길 이름을 외우는 노래를 부르는 카즈하의 모습이 나온다. 핫토리는 절 건물 내에서 이 모습을 보고 반하게 되지만, 후에 교토 아이들과 카즈하가 부르는 가사에 차이가 있다는 것을 핫토리가 눈치채면서 카즈하가 핫토리의 첫사랑임이 밝혀진다.

또한 핫토리와 노인탈을 쓴 괴한이 1대 1로 대치한 상황에서 양말에 무언가를 싸서 던져 노인탈 조각을 범인을 잡는 증거로 확보하기도 했으며, 마지막에 핫토리와 신이치가 괴한의 일당에게 포위당했을 때 검을 든 부하를 합기도 기술로 저지하기도 했다.
- 《극장판 10기: 탐정들의 진혼가》에서는 놀이공원에서 도주하다가 란의 일격을 맞고 주춤하던 거구의 소매치기범을 엎어쳤다. 그러나 소매치기범이 아유미의 앞으로 쓰러지는 바람에 아유미가 졸지에 인질로 잡히기도 했다.

## 복장
교복은 세라복이며, 사복을 입을 경우에는 어깨를 드러내는 옷을 입는 경우가 많다.

## 성우진
일본어판은 미야무라 유코(宮村優子)가 더빙을 하고 있다. 한국어 더빙판의 경우 한신정이 더빙을 하고 있다. 영어 더빙판은 그웬돌린 라우(Gwendolyn Lau)가 더빙을 하였다.

## 각 언어판별 이름
한국어 더빙판에서는 서가영이라는 이름으로 나오며, 해외판에서는 크리스틴 토머스(Kirsten Thomas)라는 이름으로 나온다.

## 같이 보기
- 핫토리 헤이지
- 오사카부